# Harrison Schmitt
Harrison Hagan Schmitt, detto Jack (Santa Rita, 3 luglio 1935) è un ex astronauta, geologo e politico statunitense.

## Biografia
Dopo aver frequentato la High School, conseguì il bachelor of science in geologia presso il California Institute of Technology (Caltech) nel 1957 e poi trascorse un anno a studiare geologia presso l'Università di Oslo, in Norvegia. Nel 1964 ottenne il Ph.D. in geologia presso l'Università di Harvard per i suoi studi sul campo effettuati in Norvegia.
Prima di entrare alla NASA come uno dei primi scienziati-astronauti nel 1965, lavorò allo U.S. Geological Survey's Astrogeology Center di Flagstaff, in Arizona, dove sviluppava tecniche di campo che sarebbero state usate dagli equipaggi delle missioni Apollo. Alla NASA il suo compito principale era quello di istruire gli altri astronauti in esperimenti geologici da effettuare durante le escursioni sulla Luna. Inoltre svolse un'istruzione da pilota di 53 settimane nonché un allenamento specifico per la manovra e il pilotaggio del LEM.
Il 15 marzo 1970 venne scelto quale pilota sostituto per il modulo lunare (LM) della missione Apollo 15. Seguendo la prassi abituale sarebbe dunque stato nominato nell'equipaggio previsto per Apollo 18, missione che venne cancellata nel settembre 1970 per motivi economici. Su pressione di diversi scienziati della NASA, che insistettero per mandare almeno uno scienziato-astronauta sulla Luna, il 13 agosto 1971 Schmitt venne nominato membro dell'equipaggio di Apollo 17, in sostituzione di Joe Engle.
La prima e unica missione nello spazio di Schmitt fu dunque dal 7 al 19 dicembre 1972, quale pilota del modulo lunare (LM) durante la missione di Apollo 17. L'11 dicembre allunò nella valle Taurus-Littrow. Insieme con Eugene Cernan svolse l'esplorazione della Luna più lunga di tutte le missioni Apollo. Durante tre EVA, i due astronauti rimasero sulla Luna per un totale di 22 ore e 2 minuti (7 ore e 11 minuti, 7 ore e 36 minuti e 7 ore e 15 minuti). Schmitt è il dodicesimo e ultimo uomo ad aver posato il proprio piede sulla Luna, ma il penultimo a lasciarla, il 14 dicembre 1972. Poco dopo lui rientrò nel modulo lunare "Challenger" il comandante della missione Eugene Cernan, che divenne così l'ultimo uomo sulla Luna: erano le ore 05:40 UTC. Nel corso della missione cantò, con Eugene Cernan, parte della famosa canzone The Fountain in the Park, di Ed Haley, ma che alcuni attribuiscono a Robert A. King, al quale Haley aveva dedicato il brano.
Schmitt rimase alla NASA fino all'agosto 1975. Nel 1977 si candidò al Senato per lo Stato del Nuovo Messico per il Partito Repubblicano, vincendo le elezioni. Rimase in carica per una legislatura al Congresso, durante la quale fece parte dello Science, Technology, and Space Subcommittee. Nell'elezione del 1982 non venne riconfermato, perdendo la competizione contro il democratico Jeff Bingaman.
Al Senato continuò inoltre la tradizione della Candy Desk (scrivania delle caramelle), iniziata anni prima dal senatore George Murphy, di tenere dolciumi nella sua scrivania al Senato, da offrire ai colleghi.
Dal 1982 lavora come consulente nel settore della geologia e dello spazio.
È considerato membro del gruppo dei settanta scettici, ovvero il gruppo di scienziati e ricercatori internazionali che escludono una responsabilità diretta del fattore antropico nell'aumento della temperatura dell'atmosfera terrestre, attribuendo invece questo fenomeno a fattori legati esclusivamente all'ambiente.